# Associação Desportiva São Caetano
Associação Desportiva São Caetano, oftast enbart São Caetano, är en fotbollsklubb från staden São Caetano, som ligger i São Paulos storstadsområde, i delstaten São Paulo i Brasilien. Klubben grundades den 4 december 1989 och kallas Azulão ("De stora blå") på grund av färgen på lagets matchtröjor. Klubbens största rival är Santo André, som är det andra större laget från ABC-regionen.
São Caetano spelar sina hemmamatcher på Estádio Anacleto Campanella som byggdes 1955 och tar 22 738 personer.

## Historia
Klubben grundades den 4 december 1989. Trots klubbens relativt sena grundande har den lyckats nå framgångar i både Brasilien och internationellt. Säsongerna 2000 och 2001 lyckades klubben komma tvåa i Brasiliens högsta nationella division, Campeonato Brasileiro Série A, och nådde ända fram till final av Copa Libertadores 2002, men förlorade där mot Olimpia från Paraguay.
Klubbens första mästerskapstitel kom 2004 då den vann Campeonato Paulista efter att ha besegrat Paulista i finalen.
Efter ett antal år i den högsta divisionen åkte klubben ur 2006.